# M. M. McCabe
Mary Margaret Anne McCabe (* 18. Dezember 1948 in Glasgow) ist eine britische Philosophin und Philosophiehistorikerin.

## Leben
McCabe besuchte die Oxford High School for Girls und studierte dann am Newnham College der University of Cambridge, wo sie 1970 ihren BA machte und 1977 in Classics promovierte. Ihre Doktorarbeit Platons Theorie der Bestrafung und ihre Vorgeschichte bildete die Grundlage ihres 1981 erschienenen ersten Buches Plato on Punishment.
Von 1981 bis 1990 war McCabe Fellow in Classics an der New Hall, University of Cambridge. Sie trat 1990 in das King’s College London ein und zog sich 2014 von ihrem Lehrstuhl für Alte Philosophie zurück. 2017 hielt McCabe die Sather Lectures an der University of California in Berkeley zum Thema Seeing and Saying: Plato on Virtue and Knowledge. McCabe war von 2009 bis 2012 Präsident der British Philosophical Association und von 2016 bis 2017 Präsident der Mind Association. Im Juli 2017 wurde McCabe zum Fellow der British Academy gewählt.

## Schriften (Auswahl)
- Plato on Punishment. Berkeley 1981, ISBN 0-520-04169-0.
- Plato’s Individuals. Princeton 1994, ISBN 0-691-07351-1.
- (Hrsg. mit Christopher Gill): Form and argument in late Plato. Clarendon Press, Oxford 1996. – Rezension von Lloyd Gerson, Bryn Mawr Classical Review 1997.02.05
- Plato and his Predecessors. The Dramatisation of Reason. Cambridge 2006, ISBN 0-521-65306-1.
- Platonic Conversations. Oxford 2015, ISBN 978-0-19-873288-4.
- (Hrsg. mit Simon Trépanier): Rereading Plato’s Republic (= Edinburgh Leventis studies, 11). Edinburgh University Press, Edinburgh 2025, ISBN 9781399546836.